# Instituto Real de Tecnologia de Melbourne

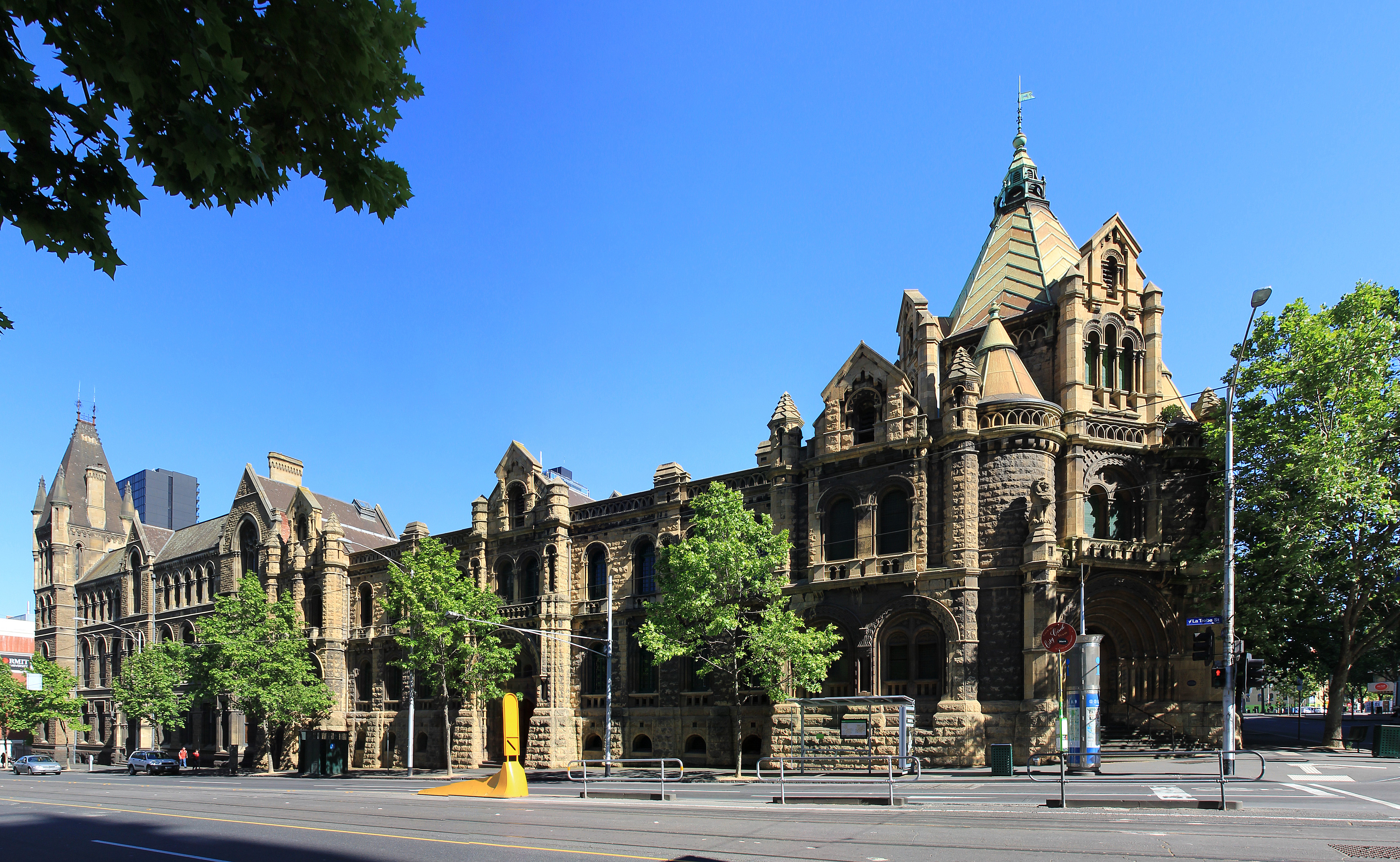

O Instituto Real de Tecnologia de Melbourne (em inglês: Royal Melbourne Institute of Technology, também conhecido como RMIT University) é uma universidade localizada em Melbourne, Vitória, Austrália. Foi inaugurado como universidade em 1992.